# 1953年の宝塚歌劇公演一覧
本項目では、1953年の宝塚歌劇公演一覧（1953ねんのたからづかかげきこうえんいちらん）について示す。

## 一覧
（）内は、作者または演出者名。

### 宝塚公演

#### 星組
- 1月1日 - 1月30日　宝塚大劇場
  - 『白蓮記』（白井鐡造）

#### 花組
- 2月1日 - 2月27日　宝塚大劇場
  - 『白蓮記』（白井鐡造）

#### 雪組
- 3月1日 - 3月30日　宝塚大劇場
  - 『蝶々さん三代記』（高木史朗）

#### 月組
- 4月1日 - 4月29日　宝塚大劇場
  - 『春の踊り<花の宝塚>』（白井鐡造）

#### 花組
- 5月1日 - 5月31日　宝塚大劇場
  - 『春の踊り<花の宝塚>』（白井鐡造）

#### 星組
- 6月2日 - 6月29日　宝塚大劇場
  - 『ニューヨーク幻想曲』（小西松茂　構成、渡辺武雄　演出）

#### 雪組
- 7月1日 - 7月30日　宝塚大劇場
  - 『ひめゆりの塔』（菊田一夫）

#### 月組
- 8月1日 - 8月30日　宝塚大劇場
  - 『桃太郎記』（白井鐡造）

#### 花組
- 9月1日 - 9月29日　宝塚大劇場
  - 『桃太郎記』（白井鐡造）

#### 星組
- 10月1日 - 10月30日　宝塚大劇場
  - 『船辨慶』（水田茂）
  - 『コッペリア』（小牧正英　振付）
  - 『薔薇の大地』（内海重典)

#### 雪組
- 11月1日 - 11月30日　宝塚大劇場
  - 『アラゴンの角笛』（高崎邦祐）
  - 『三つのバラード』（小西松茂　構成、渡辺武雄　演出）
  - 『われら愛す』（高木史朗）

#### 月組
- 12月2日 - 12月28日　宝塚大劇場
  - 『ハヴァナの一夜』（内村禄哉）
  - 『武悪』（平井正一郎）
  - 『アンニー・ローリー』（内海重典）

### 東京公演

#### 雪組
- 1月1日 - 1月27日　帝国劇場
  - 『ジャワの踊り子』（菊田一夫）

#### 月組
- 2月5日 - 3月4日　帝国劇場
  - 『初恋物語』（内海重典）
  - 『宝塚おどり絵巻』（平井正一郎・内海重典）

#### 星組
- 3月25日 - 4月29日　帝国劇場
  - 『白蓮記』（白井鐡造）

#### 雪組
- 5月3日 - 5月28日　帝国劇場
  - 『蝶々さん三代記』（高木史朗）

#### 星組
- 8月8日 - 8月31日　帝国劇場
  - 『素襖落』（水田茂）
  - 『ニューヨーク行進曲』（小西松茂　構成、渡辺武雄　演出）

#### 雪組
- 9月3日 - 9月25日　帝国劇場
  - 『パリはいつも唄う』（高木史朗　構成・演出
  - 『ひめゆりの塔』（菊田一夫）

### 宝塚・東京以外の公演

#### 花組
- 1月14日 - 1月16日　福山、岡山
  - 『かぐや姫』（内海重典）
  - 『巴里ニューヨーク』（内海重典）

- 3月18日 - 3月24日　名古屋、瑞浪、中津川、豊橋、静岡、安城
  - 『太刀盗人』（水田茂）
  - 『文福茶釜』（高木史朗）
  - 『巴里ニューヨーク』（内海重典）

- 3月26日 - 3月29日　名古屋宝塚劇場
  - 『太刀盗人』（水田茂）
  - 『文福茶釜』（高木史朗）
  - 『巴里ニューヨーク』（内海重典）

#### 雪組
- 4月24日 - 4月27日　岡山、玉島
  - 『蝶々さん三代記』（高木史朗）
  - 『シャンソン・ド・パリ』（高木史朗）

- 4月29日　大阪・産経会館
  - 『蝶々さん三代記』（高木史朗）

#### 星組
- 5月5日 - 5月12日　名古屋宝塚劇場
  - 『白蓮記』（白井鐡造）

- 5月18日　大阪・北野劇場
  - 『白蓮記』（白井鐡造）

#### 月組
- 6月24日 - 7月6日　和具、松阪、一宮、関、高山、神岡、富山、高岡、福井、金沢、魚津
  - 『安珍清姫譚』（小野晴通）
  - 『二人袴』（水田茂）
  - 『シャンソン・ド・パリ』（高木史朗）

#### 星組
- 7月11日 - 7月19日　静岡、信州地方
  - 『安珍清姫譚』（小野晴通）
  - 『ニューヨーク幻想曲』（小西松茂　構成）
  - 『南の哀愁』（内海重典）

#### 雪組
- 8月5日 - 8月11日　名古屋宝塚劇場
  - 『蝶々さん三代記』（高木史朗）

#### 月組
- 9月11日 - 9月15日　赤穂宝塚劇場
  - 『宝塚パレード』（内海重典）

- 9月25日 - 9月29日　大阪・梅田劇場
  - 『秋の幻想曲』（内海重典）

- 10月13日 - 10月20日　名古屋宝塚劇場
  - 『桃太郎記』（白井鐡造）

#### 花組
- 10月12日 - 10月30日　岡山、福山、三原、広島、岩国、宇部
  - 『千姫』（小野晴通）
  - 『南の哀愁』（内海重典）
  - 『ニューヨーク幻想曲』（小西松茂　構成）

#### 月組
- 10月21日 - 10月26日　北陸地方
  - 『南の哀愁』（内海重典）
  - 『秋の幻想曲』（内海重典）

#### 花組
- 11月19日 - 11月25日　福岡、下関
  - 『桃太郎記』（白井鐡造）

#### 星組
- 11月19日 - 11月28日　長岡、富山、岐阜
  - 『薔薇の大地』（内海重典）
  - 『秋の幻想曲』（内海重典）

- 12月18日 - 12月28日　大阪・東宝南街会館
  - 『宝三番叟』
  - 『勧進帳』（錢谷信昭　振付）
  - 『われら愛す』（高木史朗）